# Erbkrank
Erbkrank è un cortometraggio propagandistico nazista diretto da Herbert Gerdes.

## Trama
Il materiale mostra scene di vita di vari pazienti ritardati curati presso vari ospedali psichiatrici della Germania, e vengono mostrati brevi pareri dei dottori curanti sull'utilità del programma eugenetico Aktion T4, rappresentato come una soluzione al problema delle malattie mentali.

## Produzione
È una delle sei pellicole di propaganda prodotte tra il 1935 e il 1937 da NSDAP e Reichsleitung per il Rassenpolitisches Amt, volte a favorire tra l'opinione pubblica il programma di eugenetica nazista Aktion T4 demonizzando le persone affette da malattie e ritardi mentali.

## Distribuzione
Il documentario è stato distribuito negli Stati Uniti d'America con il titolo The Hereditary Defective prima della Seconda Guerra mondiale dall'organizzazione no-profit Pioneer Fund, specializzata nello studio di malattie mentali.